# Serhij (Horobcov)
Serhij (světským jménem: Serhij Vjačeslavovyč Horobcov; * 27. července 1972, Jenakijeve) je ukrajinský duchovní Pravoslavné církve Ukrajiny a metropolita doněcký a mariupolský.

## Život
Narodil se 27. července 1972 v Jenakijevu.
Během dětství byl ponomarem v chrámu svatého Jana Kronštadtského v Doněcku. Byl také hypodiakonem chrámu svatého Mikuláše v Doněcku.
Roku 1989 dokončil střední školu a začal studovat na Doněckém zdravotnickém učilišti.
Dne 19. září 1993 byl v chrámu svatého Vladimíra v Kyjevě metropolitou kyjevským Filaretem (Denysenkem) rukopoložen na diákona.
Dne 4. prosince 1993 byl rukopoložen na jereje.
Roku 1999 dokončil studium na Kyjevském duchovním semináři a začala studovat na Kyjevské pravoslavné bohoslovecké akademii.
V září 2001 byl biskupem doněckým a mariupolským Jurijem (Jurčykem) postřižen na monacha a přijal mnišské jméno Serhij a současně byl povýšen na archimandritu.
Roku 2002 byl Svatým synodem Ukrajinské pravoslavné církve Kyjevského patriarchátu zvolen biskupem slovjanským a vikářem doněcké eparchie. Dne 14. prosince 2002 proběhla v chrámu svatého Vladimíra v Kyjevě jeho biskupská chirotonie.
Dne 26. listopadu 2008 byl zvolen biskupem doněckým a mariupolským.
Dne 21. ledna 2009 byl povýšen na arcibiskupa.
Dne 15. prosince 2018 se zúčastnil Sjednocujícího sněmu ukrajinských pravoslavných církví a přešel do jurisdikce nové Pravoslavné církve Ukrajiny.
Dne 3. února 2021 byl v chrámu svatého Michaela v Kyjevě metropolitou kyjevským Epifanijem povýšen na metropolitu.